# Animal (Lied)
Animal (englisch für „Tier“) ist ein Lied des deutschen Dance-Projekts R.I.O. aus dem Jahr 2011, in Zusammenarbeit mit dem deutsch-US-amerikanischen Sänger U-Jean.

## Entstehung und Veröffentlichung
Das Lied wurde von den beiden R.I.O.-Mitgliedern Yann Pfeifer (Yanou) und Manuel Reuter (Manian) getextet, komponiert sowie produziert. Beim Schreibprozess bekam das Duo Unterstützung durch Andres Ballinas.
Die Erstveröffentlichung von Animal erfolgte als Single am 11. November 2011 bei Kontor Records. Diese erschien zunächst als digitaler Einzeltrack zum Download (Katalognummer: 478690608) sowie später als digitale Maxi-Single, die vier verschiedene Versionen des Liedes umfasst (Katalognummer: 483532448). Am 2. Dezember desselben Jahres erschien das Lied als Teil von R.I.O.s dritten Studioalbum Turn This Club Around (Katalognummer: 1061487KON), dessen erste Singleauskopplung es ist.

## Musikvideo
Das dazugehörige Musikvideo feierte seine Premiere am 29. November 2011 auf der Videoplattform YouTube. Es zeigt Tony T., der Sänger des Dance-Projekts; und U-Jean abwechselnd singend auf einer Party sowie eine Frau, die sich in ihrer Wohnung anzieht, duscht und dann zur Party geht. Bis Juli 2025 zählte das Video über 8,1 Millionen Aufrife auf dem Videoportal.

## Chartplatzierungen
| ChartsChartplatzierungen | Höchstplatzierung | Wochen |
| ------------------------ | ----------------- | ------ |
| Deutschland (GfK)        | 48 (17 Wo.)       | 17     |
| Österreich (Ö3)          | 33 (11 Wo.)       | 11     |
| Schweiz (IFPI)           | 51 (2 Wo.)        | 2      |